# Lou Jiwei
Lou Jiwei,  idioma chino: 楼继伟; (* Yiwu, 1950 -   ) es un economista y político chino. Desde el año 2013 es Ministro de Finanzas de la República Popular China.

## Biografía
Nacido el 1 de diciembre de 1950, se unió al Partido Comunista de China en 1973. Estudió en la Facultad de Ciencias Computacionales de la Universidad Tsinghua en 1978.
Lou fue Presidente y Ejecutivo de la Corporación de Inversiones de China,  fue también Viceministro de Finanzas y Vicegobernador de Guizhou. Como ministro de Finanzas, es miembro del Consejo de Estado de la República Popular China.